# ショーン・ロウ

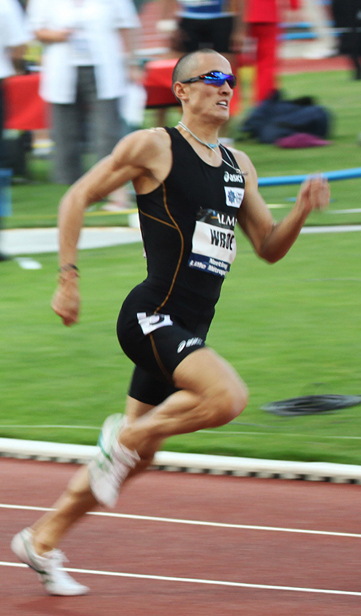
2009年

ショーン・ロウ（Sean Wroe、1985年3月18日 ‐ ）は、オーストラリア・メルボルン出身の陸上競技選手。専門は短距離走の400mで、45秒07の自己ベストを持つ。2009年ベルリン世界選手権男子4×400mリレーの銅メダリストである。日本人の母とオーストラリア人の父を持ち、ミドルネームは「ヒロヒサ」。

## 経歴
陸上競技は14歳の時に始め、しばらくは昔からやっていたオーストラリアンフットボールと両立させていたが、最終的に陸上競技を選択した。なお、2002年にメルボルンで開催されたオーストラリアンフットボールのインターナショナルカップでは日本代表としての出場経験を持つ。
2007年にベオグラードで開催されたユニバーシアードの男子400mで金メダルを獲得し、ユニバーシアード400mにおいてオーストラリア史上初となる金メダルを獲得した。
2009年にベルリンで開催された世界選手権の男子4×400mリレーでアンカーを務め、銅メダル獲得に貢献した。なお、これは世界選手権同種目におけるオーストラリア史上初のメダル獲得となった。

## 自己ベスト
記録欄の（　）内の数字は風速（m/s）で、+は追い風を意味する。
| 種目 | 記録          | 年月日        | 場所       | 備考 |
| 屋外 | 屋外          | 屋外          | 屋外       | 屋外 |
| ---- | ------------- | ------------- | ---------- | ---- |
| 100m | 10秒52 (+0.7) | 2006年1月7日  | メルボルン |      |
| 200m | 21秒00 (+0.7) | 2009年2月21日 | メルボルン |      |
| 300m | 33秒23        | 2006年12月2日 | ジーロング |      |
| 400m | 45秒07        | 2009年3月20日 | ブリスベン |      |
| 室内 |               |               |            |      |
| 400m | 46秒93        | 2008年3月9日  | バレンシア |      |

## 主要大会成績
| 年   | 大会                                 | 場所         | 種目    | 結果   | 記録            | 備考           |
| ---- | ------------------------------------ | ------------ | ------- | ------ | --------------- | -------------- |
| 2004 | 世界ジュニア選手権                   | グロッセート | 400m    | 6位    | 46秒84          |                |
| 2004 | 世界ジュニア選手権                   | グロッセート | 4x400mR | 7位    | 3分07秒95 (4走) |                |
| 2006 | 英連邦競技大会 (en)                  | メルボルン   | 400m    | 準決勝 | 46秒47          |                |
| 2006 | 英連邦競技大会 (en)                  | メルボルン   | 4x400mR | 予選   | 3分03秒04 (2走) | 決勝進出       |
| 2006 | ワールドカップ (en)                  | アテネ       | 4x400mR | 8位    | 3分05秒54 (4走) | オセアニア代表 |
| 2007 | ユニバーシアード (en)                | バンコク     | 400m    | 優勝   | 45秒49          |                |
| 2007 | ユニバーシアード (en)                | バンコク     | 4x400mR | 2位    | 3分02秒76 (4走) |                |
| 2007 | 世界選手権                           | 大阪         | 400m    | 準決勝 | 45秒25          |                |
| 2007 | 世界選手権                           | 大阪         | 4x400mR | 予選   | 3分02秒59 (1走) |                |
| 2008 | 世界室内選手権                       | バレンシア   | 400m    | 6位    | 46秒93          |                |
| 2008 | オリンピック                         | 北京         | 400m    | 準決勝 | 45秒56          |                |
| 2008 | オリンピック                         | 北京         | 4x400mR | 5位    | 3分00秒02 (1走) |                |
| 2009 | ユニバーシアード (en)                | ベオグラード | 100m    | 準決勝 | 10秒59 (+0.2)   |                |
| 2009 | ユニバーシアード (en)                | ベオグラード | 200m    | 準決勝 | 21秒37 (+0.9)   |                |
| 2009 | ユニバーシアード (en)                | ベオグラード | 4x400mR | 優勝   | 3分03秒67 (4走) |                |
| 2009 | 世界選手権                           | ベルリン     | 400m    | 準決勝 | 45秒32          |                |
| 2009 | 世界選手権                           | ベルリン     | 4x400mR | 3位    | 3分00秒90 (4走) |                |
| 2009 | ワールドアスレチック ファイナル (en) | テッサロニキ | 400m    | 8位    | 47秒10          |                |
| 2010 | 英連邦競技大会 (en)                  | デリー       | 400m    | 2位    | 45秒46          |                |
| 2010 | 英連邦競技大会 (en)                  | デリー       | 4x400mR | 優勝   | 3分03秒30 (4走) |                |
| 2011 | ユニバーシアード (en)                | 深圳         | 400m    | 3位    | 45秒93          |                |
| 2011 | 世界選手権                           | 大邱         | 4x400mR | 予選   | 3分01秒56 (4走) |                |